# Achyrolimonia neonebulosa
Achyrolimonia neonebulosa är en tvåvingeart som först beskrevs av Alexander 1924.  Achyrolimonia neonebulosa ingår i släktet Achyrolimonia och familjen småharkrankar. Inga underarter finns listade i Catalogue of Life.